# Peter Kiefer (Politiker, 19. Juni 1884)
Peter Kiefer (* 19. Juni 1884 in Sulzberg (Saarland); † 24. September 1953 in Berlin) war ein deutscher Politiker (FDP).
Kiefer besuchte Volksschule und Gymnasium und legte sein Abitur ab. Er studierte Rechts- und Staatswissenschaften sowie Volkswirtschaft an der Universität Straßburg, das er 1912 mit einer staatswissenschaftlichen Promotion abschloss. 1914/15 arbeitete er als Hilfsassistent an der Handelskammer Saarbrücken. Danach leistete er Wehrdienst. Anschließend war er Hilfsarbeiter im Preußischen Innenministerium. Von 1917 bis 1933 arbeitete er als Syndikus in verschiedenen Wirtschaftsverbänden und war Chefredakteur mehrerer Wirtschaftszeitungen. Von 1933 bis 1938 war er als Redakteur bei der Stuttgarter Industriezeitschrift Das Industrieblatt tätig. Anschließend war er Mitarbeiter bei der Wirtschaftsgruppe Groß- und Außenhandel. 
Kiefer war ab 1945 Mitglied der LDP/FDP. Er war Handelsbeirat und Bezirksverordneter in Berlin-Kreuzberg.
Er war von 1951 bis 1953 Mitglied des ersten Abgeordnetenhauses von Berlin.

## Schriften
- Die Organisationsbestrebungen der Saarbergleute, ihre Ursachen und Wirkungen auf dem Bereich des Saarbücker Bergbaues und ihre Berechtigung. Dissertation, Straßburg 1912.